# 아델라 팽크허스트

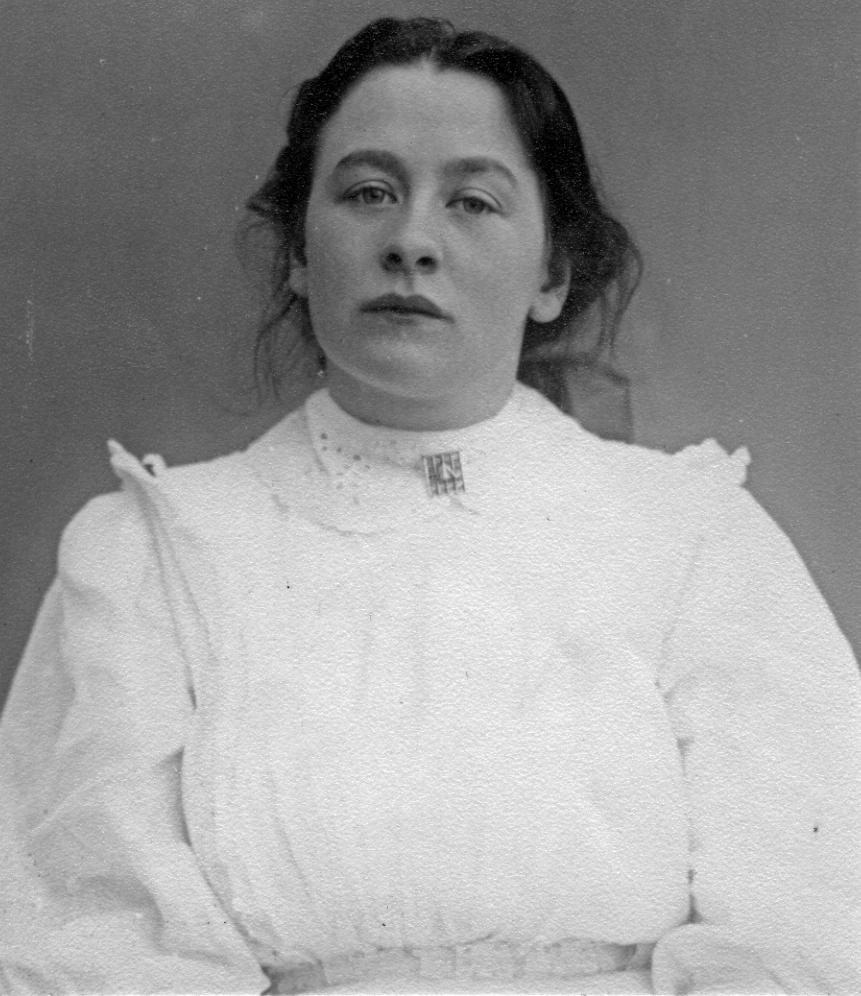
서프러제트의 휴식처의 아델라

아델라 콘스탄티아 메리 월시(혼전성 팽크허스트(Pankhurst), 영어: Adela Constantia Mary Walsh, 1885년 6월 19일 ~ 1961년 5월 23일)는 오스트레일리아의 영국계 여성참정권론자, 여성주의 운동가다. 여성참정권 운동의 거두 에멀린 팽크허스트의 막내딸이며, 크리스타벨 팽크허스트, 실비아 팽크허스트의 동생이다. 오스트레일리아 공산당의 창당 발기인이었으나 나중에 탈당, 파시스트로 전향하여 오스트레일리아 제일운동 발족에 참여했다.